# Landessozialgericht Berlin-Brandenburg

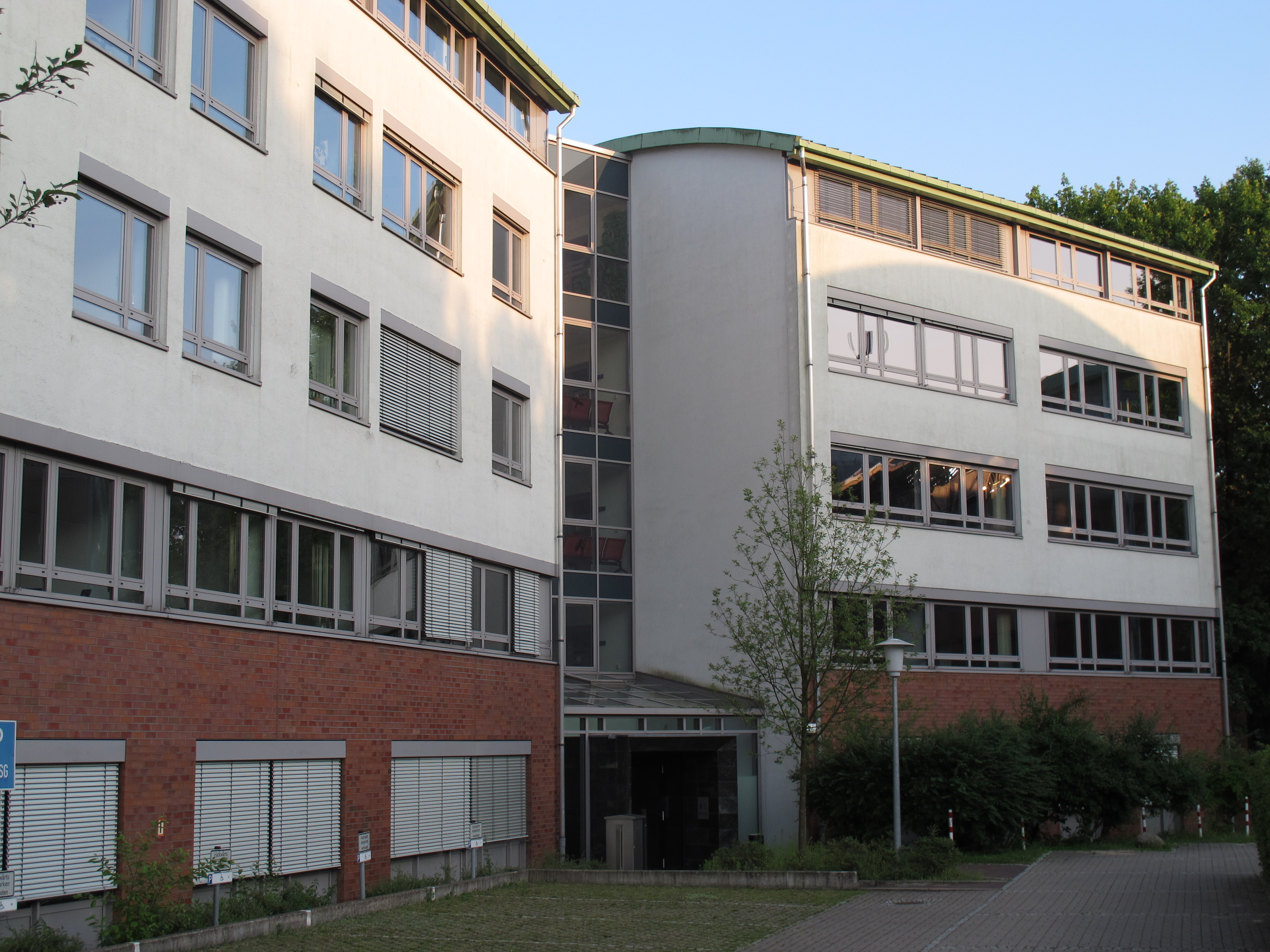
Das Gebäude in Babelsberg

Das Landessozialgericht Berlin-Brandenburg ist das aus der Fusion des Landessozialgerichts Berlin und des Landessozialgerichts Brandenburg zum 1. Juli 2005 hervorgegangene gemeinsame obere Gericht für die Sozialgerichtsbarkeit der Länder Berlin und Brandenburg. Präsidentin ist seit 2018 Sabine Schudoma.

## Geschichte, Gerichtssitz und -bezirk
Das Gericht hat seinen Sitz in der brandenburgischen Landeshauptstadt Potsdam. Der Gerichtsbezirk umfasst das Gebiet der gesamten Bundesländer Berlin und Brandenburg.
Das Gericht ist seit 2005 im Potsdamer Stadtteil Babelsberg im Försterweg 2–6 untergebracht.

## Über- und nachgeordnete Gerichte
Dem Landessozialgericht Berlin-Brandenburg ist das Bundessozialgericht mit Sitz in Kassel übergeordnet. Nachgeordnete Gerichte sind in Berlin das Sozialgericht Berlin sowie in Brandenburg die Sozialgerichte Cottbus, Frankfurt (Oder), Neuruppin und Potsdam.

## Leitung
- 2005–2009: Jürgen Blaesing[1] (vorher Präsident des Landessozialgerichts Brandenburg[2])
- Ab 2009–Januar 2014: Monika Paulat (auch Präsidentin des Deutschen Sozialgerichtstags[3])[4]
- Mehr als vierjährige Vakanz wegen Klage eines bei der Besetzung unterlegenen Mitbewerbers[5]
- Seit 19. Januar 2018 Sabine Schudoma[6]